# 忠生中事件
忠生中事件（ただおちゅうじけん）は、東京都町田市の中学校で発生した傷害事件。忠生中学事件とも。

## 概要
1983年（昭和58年）2月15日の午後、東京都町田市立忠生中学校の玄関にて勃発。同校の三年生の生徒（当時15歳）2人が男性英語教師（当時38歳）に対して、玄関マットを振りかざして威嚇したところ、恐怖心を抱いた教師が所持していた果物ナイフで反撃。生徒1人を刺し、全治数日のケガを負わせて逃亡。当日中に警察に逮捕された。教師は「生徒たちがこわい。もう耐えられなかった」「助けを（学校や同僚教師に）求めたが、何もしてくれなかった」と語った。
逮捕後、教師は正当防衛が認められたが傷害罪などにより八王子簡裁で10万円の罰金刑を受け、後に諭旨退職となった。

## 歴史
ここでは当事件およびその前後に関する歴史を解説する。町田市立忠生中学校の歴史は「町田市立忠生中学校#沿革」を参照。

### 年表
- 1947年（昭和22年）4月1日 - 東京都南多摩郡忠生村立忠生中学校として開校[3]。開校当時の生徒数は308名 ､ 教員15名、学級数は7であった[論文 1]。
- 1958年（昭和33年）2月1日 - 市制施行のため、町田市立忠生中学校に改称。
- 1981年（昭和56年） - 同年度から生徒の非行が起こり始める[論文 1]。
- 1982年（昭和57年）
  - 1982年度の生徒数が1,435名､ 教員60名、学級数は34となった[論文 1]。当時の校舎は2階建てのプレハブ校舎で、体育館には全校生徒を収容することが出来ず、職員室も同学年の教員が一室で仕事が出来なかったため、教科の相談や生徒指導に関する情報交換がしづらい環境であった[論文 1]。
  - 5月 -  ｢校内非行の進行度調査｣ を実施し、生徒指導部はチェック項目を設けて全教員に指導を促したが､ 生徒に対する指導の度合いは教員によってばらつきがあった[論文 1]。特にクラブ活動に熱中する生徒の授業態度や下校時間の徹底に関しては、生徒指導部と特別活動指導部との間で姿勢の違いもあった[論文 1]。
  - 9月 - 2年生21名が授業をサボるが、事後の徹底指導を欠いたことが原因で「教師の注意は無視しても大丈夫」という認識を作ってしまい、校内暴力・授業妨害・器物損壊が頻発するようになる[論文 2]。しかし、問題を起こした生徒を警察に引き渡すことや警察に通報することは行わなかった[注 1][論文 2]。
- 1983年（昭和58年）
  - 2月15日 - 教員が生徒1名を果物ナイフで刺す事件（忠生中事件）が発生。教員は逃亡したが、当日中に警察に逮捕された（詳細は前述）。
  - 2月19日 - PTA臨時総会を開き、事件の正しい説明と今後の対策を立てるための説明が行われたが、保護者からは学校に対する不信・批判が集中した[論文 2]。なお、この総会は4時間にわたって開催された[論文 2]。
  - 2月21日 - 教員による朝の「あいさつ運動」を開始[論文 2][論文 3]。その後、起草委員会を設けて生徒に対し、教員の指導不備（暴力を認めないこと）や統一性が無かったことを詫びた[論文 3]。
  - 3月18日 - 1982年（昭和57年）度卒業式を開催[5]。同式典には100名以上のマスコミが駆け付け、60名の警察官が立ち合ったが、混乱なく卒業式を終えることができた[5][論文 3]。
  - 4月 - 町田市立木曽中学校の開校に伴い[6]、当校の2・3年生約180名が新設校（前述の中学校）に転校する[論文 3]。ちなみに、同年度の当校の生徒数は1,233名、教員49名、学級数は30（うち2つは身体障害者学級）であった[論文 3]。前校長（8代目）の退任に伴い、同月1日より長谷川義縁が校長（9代目）に就任する[注 2][3]。
  - 4月10日 - 町田市研究奨励校「忠生中の再建にむけて」の指定を受ける[3]。
- 1984年（昭和59年）
  - 4月1日 - 町田市立小山田中学校が開校する[7]。同年度の当校の生徒数は927名、教員40名、学級数は22（うち1つは身体障害者学級）であった[論文 3]。
  - 6月頃 - 当校での校内暴力がほぼ沈静化する[論文 4]。
- 1985年（昭和60年）2月28日 - 報告集会「再建のあゆみ」（全国発表）を開催[論文 4]。同会には300人が参加した[3]。

## 事件報道
当初は教師にあるまじき行為として、加害者を糾弾する姿勢として報道が行われた。
しかし、横浜浮浪者襲撃殺人事件の直後であったこと、詰めかけた報道陣に罵声を浴びせる生徒が存在する荒廃した中学校であったこと、さらに翌16日の朝日新聞の夕刊などを通じ加害者が原爆症の患者であり、被害者となった生徒にからかわれていた中で発生した背景が報道されたこともあり、段々と報道の方向性が一転。教師の目が届かないほど肥大化したマンモス校（当時34学級、生徒1,449名）の現状や荒廃する中学生の心情などを通じて、教育行政や社会情勢を批判する報道ぶりに変化した。

## 事件後の取り組み
学校再建を目指すため、当事件が発生した4日後（1983年〈昭和58年〉2月19日）にPTA臨時総会を開き、学校再建に向けて以下の4項目を行うことを決定した。
1983年（昭和58年）2月21日からその第1歩として朝の「あいさつ運動」を開始した。この運動は（校門に居る）教員が生徒に「おはよう」と声を掛けるものである。この取り組みは当校だけに留まらず、地域で行う「朝の一声運動」に発展した。
その後、事態の収拾に向けて職員会議や教員の研修会が連日行われ、起草委員会を設けて生徒に対し、教員が暴力否定の教育を貫けなかったことや指導に統一性が無かったことを詫びたうえで、以下の5項目の実行を促した。
1982年（昭和57年）度の卒業式には100名以上のマスコミが駆け付け、60名の警察官が立ち合ったが、混乱なく卒業式を終えることができた。この間、PTAによる落書き消しや校舎の修復作業が行われたが、教員および生徒もこの活動に参加した。この取り組みは同窓会や地域住民も一体となり、学校再建に向けて前進した。
その後、1983年（昭和58年）4月に町田市立木曽中学校が、1984年（昭和59年）4月1日に町田市立小山田中学校がそれぞれ開校した。この2校の開校により、生徒数は約500名、教員数は20名減少した。当校は全校および地域住民あげての取り組みによって異常事態は鎮静化に向かったが、生徒の問題行動は収まらなかった。
学校側は教員が子供を引っ張って走る路線を示すため、以下の4項目を指導方針とした。この方針は ｢問題生徒｣ を排除するためのものではなく、愛情を注いで（良好な）人間関係を築くことを目的としたものである。なお、生徒に対しては全員が自分の意見を表明し、間違ったことを許さない強い意志を持つことや規律ある生活を取り戻して集中的に学習に取り組むことが呼びかけられた。また、教員に対しては「1人ひとりの生徒に目を向けてこれらの生徒を守るとともに、主体的活動を高める学年・学級・生徒会のリーダーを育てることに意を注ぎ、些細なことでも見逃さず､ 教員間の交流や意思の疎通を図ること」を目的として以下の4項目を指導方針が制定された。この時のテーマは「一枚岩の結束」であった。
教員は生徒の学習意欲を高める工夫を出しあったうえで、授業公開（授業参観）も積極的に行い、保護者の参加を促している。この間、当校では遠足・修学旅行・運動会などの各行事が行われ、その動向はマスコミが常に注視していたが、いずれも大きな問題は無かった。
当校での校内暴力は1984年（昭和59年）6月頃にほぼ沈静化し、1985年（昭和60年）2月28日に報告集会「再建のあゆみ」を開催して全国にこの取り組みを問い掛けた。